# Mike Newell (Fußballspieler)
Michael Colin „Mike“ Newell (* 27. Januar 1965 in Liverpool) ist ein englischer Fußballtrainer und ehemaliger -spieler. Als Stürmer stand er während seiner knapp zwei Jahrzehnte umfassenden Profikarriere bei einem Dutzend verschiedenen Klubs unter Vertrag. Größter Erfolg war 1995 der Gewinn der englischen Meisterschaft mit den Blackburn Rovers, obwohl er hinter Alan Shearer und Chris Sutton nur die Rolle des Ergänzungsspielers bekleidete. Nach dem Ende der aktiven Laufbahn wechselte er ins Trainerfach und war zuletzt zwischen 2008 und 2009 bei Grimsby Town beschäftigt. Weitgehende mediale Resonanz rief Newell durch seine umstrittenen Anmerkungen über die Rolle von Frauen und Ausländern im Fußball hervor; dazu waren durch ihn getätigte Aussagen dafür mitverantwortlich, dass im Jahr 2006 Untersuchungen zum Thema Bestechung im englischen Fußball in die Wege geleitet wurden.

## Karriere als Spieler

### Erste Stationen (1983–1991)
Newell war Jugendspieler bei seinem Heimatklub FC Liverpool. Der Übergang in den Profibereich des Vereins gelang ihm jedoch nicht und so versuchte er sich zunächst in den unteren Profiligen. Ab Ende September 1983 agierte er für gut einen Monat für Crewe Alexandra und bestritt dort seine erste drei Meisterschaftsspiele, bevor es ihn zum Drittligisten Wigan Athletic zog. Dort entwickelte er sich kontinuierlich zum Stammspieler und machte in der Hinrunde der Saison 1985/86 mit 16 Toren aus 24 Ligabegegnungen als Torjäger auf sich aufmerksam.
Im Januar 1986 verpflichtete ihn Luton Towns Trainer David Pleat für 100.000 Pfund. In dem damals in der höchsten englischen Spielklasse aktiven Team standen Akteure wie Mick Harford, David Preece, Steve Foster, Brian Stein, Ricky Hill und Mal Donagh und nach einer Niederlage beim Debüt gegen den FC Chelsea (0:1) schoss er im anschließenden Heimspiel gegen Aston Villa (2:0) sein erstes Tor für die „Hatters“. Nur eine einzige Partie verpasste Newell in den restlichen Saisonspielen und bei den sechs Toren in 16 Ligabegegnungen war entweder Mick Harford oder Brian Stein an seiner Seite. Der endgültige sportliche Durchbruch gelang ihm in der Saison 1986/87, als er in den 42 Ligaspielen „dauerpräsent“ war und zwölf Treffer erzielte, darunter besonders spektakulär die drei Tore gegen seinen Jugendklub FC Liverpool. Dazu kam er in der englischen U-21-Auswahl viermal zum Einsatz. Luton Town erreichte mit dem siebten Abschlusstabellenrang – nur fünf Punkte hinter dem Dritten Tottenham Hotspur – die  höchste Erstligaplatzierung in seiner Vereinsgeschichte. Nach den ersten fünf Spielen in der Saison 1987/88, in denen Newell kein Tor vergönnt war, ging er für 350.000 Pfund etwas überraschend zum Zweitligisten Leicester City, wo er in zwei Jahren 21 Ligatore schoss, ohne aber den ersehnten Aufstieg in die höchste englische Spielklasse realisieren zu können.
Ende Juli 1989 wechselte Newell für 850.000 Pfund zum FC Everton – Teil des Deals war gleichzeitige Transfer von Evertons Stürmer Wayne Clarke nach Leicester. Der Anfang war für Newell sehr erfolgreich, denn nach der Anfangsniederlage gegen Coventry City folgten vier Siege und ein Remis. Newell schoss sieben Tore bei seinen ersten neun Auftritten, was ihm auch eine Nominierung in den Kader der englischen A-Nationalmannschaft einbrachte. Insgesamt verbrachte er über zwei Jahre bei den „Toffees“ und erzielte während dieser Zeit 21 Pflichtspieltreffer.

### Blackburn Rovers (1991–1996)
Bereits seit Sommer 1991 war Newell mit einem Wechsel zu den Blackburn Rovers in Verbindung gebracht worden. Der Transfer zog sich schließlich noch einige Monate hin und nach dem Trainerwechsel von Don Mackay zu Kenny Dalglish wurde der Transfer im November über die Bühne gebracht – mit der Ablösesumme von 1,1 Millionen wendete Blackburn erstmals in seiner Geschichte eine siebenstellige Kaufsumme auf. Als Sturmpartner von Newell diente zunächst David Speedie und trotz seines Schienbeinbruchs im Februar 1992 zog der damalige Zweitligist ins Play-off-Finale ein, in dem Newell das einzige Tor zum Sieg gegen Leicester City schoss, der wiederum den Aufstieg in die neu geschaffene Premier League sicherstellte.
In dem hochkarätigen Neuzugang Alan Shearer fand Newell ab der Saison 1992/93 einen neuen Kompagnon in der Angriffsformation. Mit Schnelligkeit, Kraft, Kopfballstärke und der Fähigkeit, den Ball vorne gut in den eigenen Reihen zu halten, ergänzte er den torgefährlichen Mittelfeldstürmer nahezu idealtypisch und schuf diesem die Freiräume, die er für die hohe Torausbeute benötigte. Aus dem Aufsteiger wurde im Blackburn binnen zweier Jahre ein Team, das die Vizemeister gewann und sich zu einem ernsthaften Titelaspiranten entwickelte. Dass Newell an der weiteren Steigerung hin zum Gewinn der Meisterschaft 1995 einen geringen Anteil hatte, lag hauptsächlich an dem im Sommer 1994 verpflichteten Chris Sutton, der Verletzungspausen von Newell zu Saisonbeginn nutzte und sich in einem modifizierten System von Dalglish als neuer Sturmpartner von Shearer etablierte. Zwei Einsätze in der Startelf sowie zehn Einwechslungen in der Liga genügten Newell aber dessen ungeachtet, um eine offizielle Meistermedaille zu erhalten. Obwohl sich Sutton in der anschließenden Spielzeit 1996/97 verletzte, blieben Newells Perspektiven im Team beschränkt. Das lag neben seinem zunehmenden Problem des vergleichsweise fortgeschrittenen Fußballeralters an seinen häufig als beschränkt wahrgenommenen technischen Fertigkeiten sowie seiner mit drei Toren bei 30 Ligaauftritten unterdurchschnittlichen Trefferquote. Persönlicher Höhepunkt hingegen war sein Hattrick in der Champions League gegen Rosenborg Trondheim innerhalb von zehn Minuten. Für 775.000 Pfund zog es Newell im Juli 1996 schließlich zum Zweitligisten Birmingham City.

### Birmingham City & Leihstationen (1996–1997)
Die hohen Erwartungen, die dort in ihn gesteckt wurden, konnte Newell nicht befriedigen. Trainer Trevor Francis, der anfänglich noch prognostiziert hatte, Newell könne gemeinsam mit Paul Furlong für 40 Saisontore sorgen, überwarf sich schnell mit dem Neuzugang und dieser äußerte nach Ablauf von gerade einmal zehn Wochen den Wunsch, den Verein wieder verlassen zu wollen. Da Harry Redknapp vom Erstligisten West Ham United verzweifelt auf der Suche nach einem torgefährlichen Stürmer war, einigten sich die beteiligten Klubs im Dezember 1996 auf ein Leihgeschäft. Anfang Februar 1997 kehrte Newell dann wieder nach Blackburn zurück, ohne in den sieben Ligaspielen für West Ham getroffen zu haben. Es folgte bereits Mitte März desselben Jahres ein weiteres Leihgeschäft mit dem Zweitligakonkurrenten Bradford City, aber auch dort blieb Newell in sieben Einsätzen bis zum Saisonende ohne eigenes Tor.

### Karriereausklang (1997–2001)
Newell verließ im Juli 1997 den englischen Fußball und heuerte für 160.000 Pfund in der ersten schottischen Liga beim FC Aberdeen an. Dort schoss der Neuankömmling in 44 Meisterschaftsspielen sechs Tore, belegte zum Abschluss der Saison 1997/98 den achten Rang und kehrte kurz vor Ende der anschließenden Spielzeit 1998/99 nach England zurück. Beim damaligen Zweitligisten Crewe Alexandra – dem Klub, bei dem Newell seine Profikarriere gestartet hatte – sollte er als erfahrener Stürmer im Abstiegskampf helfen, aber zu mehr als einem Auftritt in der Startelf und drei Einwechslungen reichte es nicht, wenngleich dem Verein der Abstieg erspart blieb.
Zur Saison 1999/2000 heuerte Newell in der fünftklassigen Football Conference bei den Doncaster Rovers an, wo er mit drei Toren in den ersten sechs Spielen noch einmal positiv auf sich aufmerksam machte – gleichsam erhielt er innerhalb kurzer Zeit zwei Hinausstellungen im August 1999 und Januar 2000. Als sich im Februar 2000 dann der Drittligist FC Blackpool an einer Verpflichtung interessiert zeigte, wechselte er erneut den Klub. An der Bloomfield Road zeigte er zwar einige gute Leistungen, musste am Ende aber in die Viertklassigkeit absteigen. In seiner letzten Profisaison 2000/01 kam Newell selten zum Einsatz und diente nur noch als Ersatz für die etatmäßigen Stürmer Brett Ormerod und John Murphy. Dazu kam ein Knorpelschaden, der ihn zwei Monate außer Gefecht setzte, bevor er sich dann vom aktiven Sport zurückzog.

## Trainerlaufbahn

### Hartlepool United (2002–2003)
Nach ersten regelmäßigen Trainererfahrungen bei der Reservemannschaft der Tranmere Rovers, war Hartlepool United ab Ende November 2002 Newells erste Station als Cheftrainer im Profifußball. Bei dem Viertligisten ersetzte er den erfolgreichen Vorgänger Chris Turner und unter Newells Leitung büßte der vormalige Tabellenführer aufgrund einer schlechten Serie in Auswärtsspielen einen 16-Punkte-Vorsprung ein. Dennoch gelang mit dem Gewinn der Vizemeisterschaft letztlich der Aufstieg in die dritte Liga, aber nach persönlichen Differenzen mit der Vereinsführung wurde Newells Vertrag im Sommer 2003 nicht mehr verlängert; stattdessen fand der Klub mit Neale Cooper einen Nachfolger.

### Luton Town (2003–2007)
Kurz nach seinem Engagement in Hartlepool verpflichtete ihn mit John Gurney der neue Eigentümer und Vorsitzende des Drittligisten Luton Town für die Cheftrainerrolle. Die Personalie war unpopulär, weil die beliebten Vorgänger Joe Kinnear und Mick Harford dafür gehen mussten. Dazu kam, dass der Verein kurz nach Gurneys Übernahme ein Insolvenzverfahren anstreben musste, zahlreiche Leistungsträger den Verein verließen und somit die Vorzeichen nicht positiv erschienen. Vor diesem Hintergrund war das Erreichen der Playoff-Spiele 2004 ein erfolgreicher Zwischenschritt, der im Jahr darauf mit dem Gewinn der Drittligameisterschaft und dem Aufstieg in die neu geschaffene, zweitklassige Football League Championship seine Fortsetzung fand – Ausdruck der Überlegenheit waren dabei die 98 Punkte, die man in der Meisterschaftssaison 2004/05 gesammelt hatte. Die sportliche Entwicklung ging auch in der Spielzeit 2005/06 weiter nach oben und der zwölfte Rang bedeutete am Ende die höchste Platzierung, seitdem Luton 1992 aus der höchsten englischen Spielklasse abgestiegen war. Fast folgerichtig empfahl sich Newell damit für „höhere Weihen“ und mit Premier-League-Klub Leicester City fand sich ein hartnäckiger Kandidat als neuer Arbeitgeber. Newell lehnte die Offerte jedoch im Februar 2006 ab und unterzeichnete im Monat darauf einen neuen Vierjahresvertrag in Luton.
Wie schnell sich die Geschicke aber wenden können, zeigte die Saison 2006/07. Nach einem schlechten Start kristierte Newell den Vorsitzenden Bill Tomlins für dessen Vereinsführung und als zahlreichen Spielerabgängen im Sommer 2006 weiterer Aderlass im Januar 2007 folgte, fand sich der Klub im Abstiegskampf wieder. Newell bemängelte den Umstand, dass zu wenig Geld in den Verein investiert wurde, was im März letztlich zu seiner Demission führte.

### Grimsby Town (2008–2009)
Mehr als ein Jahr später wurde Newell im Oktober 2008 Trainer des Viertligisten Grimsby Town, der zum Zeitpunkt seiner Verpflichtung noch sieglos war und sich nur zwei Ränge oberhalb der Abstiegszone befand. Nach einem 1:1 gegen Tabellenführer Wycombe Wanderers musste er bis zu seinem neunten Spiel auf den ersten Sieg warten, aber die Vereinsführung von Grimsby Town überließ ihm sowohl Zeit als auch die notwendigen finanziellen Mittel im Kampf um den Klassenerhalt, den sein neues Team letztlich mit einem knappen Vier-Punkte-Abstand bewerkstelligte. Weitere hochkarätige Spieler, teilweise auf Leihbasis, kamen zur anschließenden Saison 2009/10 nach Grimsby und die zehn Punkte aus den ersten 13 Spielen nahm Anhängerschaft und Klubführung folglich als Enttäuschung hin. Mit der 0:2-Heimniederlage gegen den AFC Rochdale endete schließlich die Geduld und am Tag darauf wurde Newell entlassen.
Im Februar 2010 kam es zu einem Nachspiel vor Gericht, nachdem Newell Klage gegen den Klub und den Vorsitzenden John Fenty eingereicht hatte. Newell klagte gegen einen Verdienstausfall von rund 54.000 Pfund und richtete sich zudem gegen den angeblich betrunkenen Fenty, der nach Newells letztem Spiel wütend einen Stuhl auf dem Boden zertrümmert und Newell an seiner Krawatte gezogen hatte. Letztlich einigten sich die Streitparteien außergerichtlich gegen eine Zahlung von 5.000 Pfund an Newell.

## Abseits des Spielfelds
Newell erlangte größere Bekanntheit durch seine medial geäußerten Vorwürfe, dass Korruption in englischen Fußball bei Transfergeschäften weit verbreitet sei. Dabei gab er an, dass ihm von Spieleragenten Bestechungsgelder angeboten wurden, und war dazu bereit, ihm bekannte Fälle und Personen zu nennen. Nach einer durch den englischen Fußballverband initiierten Untersuchung präsentierte der damit beauftragte Lord Stevens im Dezember 2006 einen vorläufigen Bericht. Dort war von schweren Verfehlungen und Gründen zur Sorge die Rede, wobei dem englischen Fußball aber generell kein hoher Korruptionsgrad zugrunde liege.
Im November 2006 fiel Newell durch sexistische Äußerungen nach einem Spiel gegen die Queens Park Rangers mit der Schiedsrichterassistentin Amy Rayner auf, als er die Einbeziehung von Schiedsrichterfrauen im englischen Männerfußball als „Alibi für die politisch korrekten Idioten“ geißelte. Später entschuldigte er sich für seine Aussagen.
Im Januar 2007 sorgte er nach einer Partie gegen West Bromwich Albion (2:3) in den britischen Medien für weiteren Unmut, als er ausländischen Spielern vorwarf, den englischen Fußball zu „verweichlichen“. Anlass war ein später Ausgleichstreffer zum 2:2, dem sogar noch das Tor zum 2:3 folgte. Beim 2:2 hatte der Gegner den Angriff bedenkenlos zu Ende gespielt und ignoriert, dass sich Lutons David Bell augenscheinlich im laufenden Spiel verletzt hatte. Newell schlug in diesem Zusammenhang eine Brücke zwischen unfairen Spielern, die eine Verletzung in spielentscheidenden Momenten nur simulierten, und Ausländern.

## Titel/Auszeichnungen
- Englische Meisterschaft (1): 1995
- Football League Trophy (1): 1985